# John Blume
 John Augustus Blume (Gonzales, Califórnia, 8 de abril de 1909 — Hillsborough (Califórnia), 1 de março de 2002) foi um engenheiro estadunidense.
Decidiu-se a estudar engenharia sísmica quando testemunhou o terremoto de Santa Barbara de 1925. Em 1929 foi para a Universidade Stanford, onde obteve o grau de Bachelor of Arts (A.B.) e o doutorado.
Sua carreira inclui contribuições na teoria dinâmica, interação sólido-estrutura e comportamento inelástico de estruturas, o que lhe valeu o título de "Pai da Engenharia Sísmica".” 